# Sitobion quinghaiense
Sitobion quinghaiense är en insektsart. Sitobion quinghaiense ingår i släktet Sitobion och familjen långrörsbladlöss. Inga underarter finns listade i Catalogue of Life.